# Bencher

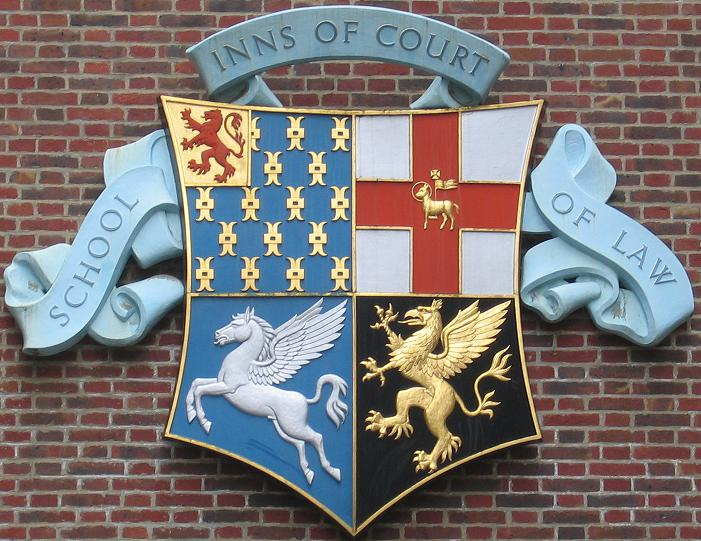
Stemma combinato delle quattro Inns of Court. In senso orario da sinistra in alto: Lincoln's Inn, Middle Temple, Gray's Inn e Inner Temple.

Un bencher o Master of the Bench è un membro anziano della Inn of Court in Inghilterra, Galles e Irlanda. Una volta eletto mantiene la carica a vita. Può essere eletto quando è ancora un barrister (di solito, ma non sempre, nel Queen's Counsel), in riconoscimento del contributo che l'avvocato ha dato nella vita dell'Inn o alla legge. Altri diventano bencher come una conseguenza alla nomina di giudice dell'High Court. L'Inn può eleggere i non soci come bencher onorari; per esempio, i giudici e gli avvocati illustri provenienti da altri paesi, eminenti personaggi non avvocati o membri della British Royal Family, che sono noti come "Royal Bencher" una volta eletti.
Un membro di ogni Inn è il Tesoriere, una posizione che si tiene per un solo anno. Mentre la successione alla carica di tesoriere una volta dipendeva esclusivamente dall'anzianità, oggi non è più così in quanto viene eletto.

## Etimologia
Storicamente, coloro che studiavano per divenire avvocati erano autorizzati soltanto ad assistere alla moot court (prove di un processo) e stavano all'interno della  bar del tribunale. Gli avvocati più qualificati (noti come barrister "outer" o "utter") erano autorizzati a partecipare all'argomento e si situavano fuori dal bar. Gli avvocati più anziani erano autorizzati a sedersi sul bench del moot. Questa terza classe di avvocati divenne nota come "Bencher" o "Masters of the Bench".

## Potere e doveri
La pratica e le normative variavano da Inn a Inn, ma i bencher erano l'organo di governo del relativo Inn. Essi governavano le finanze dell'Inn, e solo loro avevano la facoltà di ammettere gli studenti, ovvero di chiamare gli studenti al bar e di eleggere altri bencher. Oggi, i benchers dei quattro Inn hanno standard comuni concordati con il Consiglio dei bar. Hanno il potere formale di disciplinare i membri dei loro Inn sospendendoli o espellendoli dalla appartenenza all'Inn. Le funzioni disciplinari sono ora condivise con il Consiglio delle Inns of Court, il Bar Standards Board e il suo Comitato dei reclamio (precedentemente noto come Professional Conduct and Complaints Committee).